# Nikola Hećimović Bracija
Nikola Hećimović - Bracija (Bukovac, kraj Gospića, 3. studenog 1920. — između Slunja i V. Kladuše, 26. veljače 1944.) bio je sudionik Narodnooslobodilačke borbe i narodni heroj Jugoslavije.

## Životopis
Rođen je 3. studenog 1920. godine u selu Bukovcu kraj Gospića. Do 1941. godine bavio se ratarstvom u selu i povremeno išao na sezonske poslove. Pripadao je lijevom krilu Hrvatske seljačke stranke i posebno se isticao kao protivnik frankovaca, a zatim i ustaša.
Krajem 1941. godine, stupio je u partizanski odred „Ljubovo“. U isto vrijeme primljen je za člana Komunističke partije Jugoslavije. Kada je krajem godine od njegovog odreda i novih boraca formiran Korenički bataljun „Ognjen Prica“, postao je borac u njegovoj Drugoj četi.
Sudjelovao je u borbama protiv talijanskih vojnika kraj Korenice, a istakao se prilikom napada na talijansku posadu u Donjem Lapcu, 27. veljače 1942. godine. U napadu je bombama raznio jedan bunker i u utvrđenoj zgradi zaplijenio radio-uređaj. Istakao se i sljedećeg mjeseca prilikom partizanskog napada na talijansku posadu u Srbu. Bio je dio jurišne grupe Drugog bataljuna, koja je pokušala osvojiti školu u kojoj su se talijanski vojnici bili utvrdili.
Po zadatku Okružnog komiteta KPH za Liku, u ljeto 1942. godine, prebačen je iz bataljuna „Ognjen Prica“ u Kosinj, gdje su tada bili formirani Kosinjski bataljun „Matija Gubec“ i Četvrti lički partizanski odred. Bracija je bio postavljen za političkog komesara Druge čete bataljuna „Matija Gubec“.
Po odluci Okružnog komiteta KPH za Liku, 1943. godine bio je povučen iz vojne postrojbe i postavljen za tajnika Kotarskog komiteta KPH za kotar Perušić. Početkom 1944. godine, upućen je na partijski tečaj, koji se održavao u Topuskom. Vraćajući se s tečaja, poginuo je nesretnim slučajem, 26. veljače 1944, na putu između Velike Kladuše i Slunja.
Ukazom Prezidija Narodne skupštine Federativne Narodne Republike Jugoslavije, 20. prosinca 1951. godine, proglašen je za narodnog heroja.